# 175 (szám)
A 175 (százhetvenöt) a 174 és 176 között található természetes szám.
A 175 tízszögszám és tizenkilencszögszám.